# 御殿山 (田原市)
御殿山（ごてんやま）は、愛知県田原市の地名。丁番を持たない単独町名である。

## 地理
田原市の東部に位置している。

## 歴史

### 沿革
- 2008年（平成20年）9月1日 - 豊島町安原崎の一部を編入し、御殿山を設置[1]。

## 世帯数と人口
2015年（平成27年）10月1日現在の世帯数と人口は以下の通りである。
| 町丁   | 世帯数  | 人口  |
| ------ | ------- | ----- |
| 御殿山 | 111世帯 | 414人 |

### 人口の変遷
国勢調査による人口の推移
| 2010年（平成22年） | 386人 | [ 6 ] |  |
| 2015年（平成27年） | 414人 | [ 3 ] |  |

## 学区
市立小・中学校に通う場合、学区は以下の通りとなる。また、公立高等学校に通う場合の学区は以下の通りとなる。
| 番・番地等 | 小学校                 | 中学校             | 高等学校 |
| ---------- | ---------------------- | ------------------ | -------- |
| 全域       | 田原市立田原東部小学校 | 田原市立東部中学校 | 三河学区 |

## 施設
- 御殿山集会所

## その他

### 日本郵便
- 郵便番号 : 441-3419[4]（集配局：田原郵便局[9]）。